# دينيوس غليفيكاس
دينيوس غليفيكاس مواليد 5 مارس 1977، هو لاعب كرة قدم ليتواني سابق كان يلعب كمدافع. لعب خلال مسيرته 268 مباراة سجل خلالها 26 هدفاً.

## المسيرة الاحترافية

### أندية لعب لها
- إيركاناس
- نادي شاختار دونيتسك

## روابط خارجية
- دينيوس غليفيكاس على موقع الاتحاد الدولي (مؤرشف)  (الإنجليزية)
- دينيوس غليفيكاس على موقع اتحاد أوكرانيا (الإنجليزية)
- دينيوس غليفيكاس على موقع قاعدة بيانات كرة القدم.إي يو (الإنجليزية)
- دينيوس غليفيكاس على موقع ناشيونال فوتبول تيمز (الإنجليزية)
- دينيوس غليفيكاس على موقع Soccerway.com (الإنجليزية)
- دينيوس غليفيكاس على موقع عالم كرة القدم.نت (الإنجليزية)